# Жо
Жуа́н А́лвес де Асси́с Си́лва (порт.-браз. João Alves de Assis Silva; род. 20 марта 1987, Сан-Паулу), более известный как Жо (порт.-браз. Jô) — бразильский футболист, нападающий. Известен по играм за московский ЦСКА, «Манчестер Сити» и другие клубы. Бывший игрок сборной Бразилии.

## Биография
Жуан Алвес ди Ассис Силва родился 20 марта 1987 года в бразильском городе Сан-Паулу. Жо вырос в бедном районе Сапопемба. Отец Жо также был футболистом, выступал за клубы «Гуарани Адмананита» и «Итумбиара». В 1997 году Жо поступил в футбольную школу клуба «Коринтианс». В 2002 году получил вызов в молодёжную сборную Бразилии, в этом же году Жо стал обладателем Кубка Бразилии среди молодёжных команд. 29 июня 2003 года Жо дебютировал в составе «Коринтианса» в матче против «Гуарани» (Баже), таким образом он стал самым молодым футболистом в истории клуба. Первый гол за «Коринтианс» забил в августе того же года. В 2005 году Жо стал чемпионом Бразилии. За три сезона в «Коринтиансе» Жо провёл в чемпионате Бразилии 113 матчей и забил 18 голов.

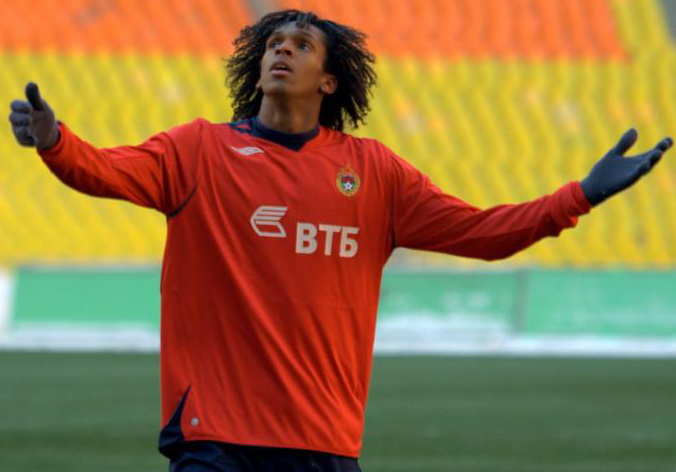
Жо в футболке московского ЦСКА

В декабре 2005 года Жо заключил пятилетний контракт с московским ЦСКА, как он позже признался — из-за денег, с помощью которых сумел обеспечить свою семью. За армейцев Жо дебютировал на Кубке Первого канала — первый гол забил в ворота донецкого «Шахтёра». В сезоне 2006 года Жо стал лучшим бомбардиром ЦСКА, забив за первый круг чемпионата 14 мячей (из них 4 он забил в одном матче в ворота ярославского «Шинника», сделав, таким образом, «покер»). Однако травма не позволила ему продолжить участие в гонке бомбардиров, и Жо стал только вторым голеадором чемпионата (после Романа Павлюченко — 18 голов). За свои заслуги он получил награду «Золотая подкова» от болельщиков команды.
В 2007 году Жо не поехал на Кубок Америки, чтобы выступить за сборную Бразилии на молодёжном чемпионате мира, а затем впервые сыграл за взрослую сборную Бразилии в товарищеском матче против сборной Турции (0:0), выйдя на замену. В сезоне 2007 Жо с 13 забитыми мячами стал лучшим бомбардиром ЦСКА второй раз в своей карьере, а официальный журнал УЕФА Champions назвал Жо в пятерке молодых звёзд Европы. Сезон 2008 бразилец начал успешно, забив 3 гола в 8 матчах.
2 июля 2008 года Жо заключил контракт с английским клубом «Манчестер Сити». Сумма сделки составила 18 млн фунтов стерлингов, что являлось на тот момент трансферным рекордом для манчестерского клуба, длительность контракта — 4 года. Позже этот трансфер британское издание The Telegraph включило в список худших в истории АПЛ. После перехода в английский клуб Жо выступал на Олимпийских играх, где благодаря двум голам в матче за 3-е место выиграл со сборной Бразилии бронзовые медали.
В 2009 году был отдан сперва в полугодовую аренду в «Эвертон», а затем клуб продлил её ещё на год. Но зимой 2010 года ливерпульский клуб расторг соглашение с ним за самовольный отъезд в Бразилию. За «Эвертон» Жо провёл 15 матчей и забил 6 голов.
21 января 2010 года он был арендован турецким «Галатасараем» до конца сезона. 20 июля 2011 года было официально объявлено о переходе Жо в бразильский «Интернасьонал», который он покинул через год из-за проблем с дисциплиной.
С мая 2012 года выступал за «Атлетико Минейро», куда перешёл за 2,5 млн евро. С первых же игр начал забивать за свой новый клуб. В 2013 году Жо стал одним из ключевых игроков, приведших «Атлетико» к первой в истории клуба победе в Кубке Либертадорес. Наряду с Роналдиньо, Виктором и Пьерре он стал одним из 4 футболистов, сыгравших все 14 матчей турнира в составе своей команды. Кроме того, Жо стал лучшим бомбардиром турнира с 7 мячами. В ответном финальном матче против «Олимпии Асунсьон» именно Жо открыл счёт, а затем нападающий успешно реализовал свой пенальти в послематчевой серии (2:0, 4:3 — по пенальти; первая игра — 0:2).
Впервые с 2007 года Жо был вызван в сборную на Кубок конфедераций 2013 и вышел на поле в составе сборной Бразилии на матче против сборной Японии, заменив Фреда на 81-й минуте. Спустя 12 минут Жо забил гол в ворота Японии, установив окончательный счёт 3:0 в пользу бразильцев. Этот гол он посвятил московскому ЦСКА, где провёл свою молодость. Во втором матче этого турнира Жо вышел на замену на 83-й минуте и забил на 93-й минуте. В ноябре 2013 года главный тренер сборной Бразилии Луис Фелипе Сколари определил костяк команды для участия в домашнем ЧМ-2014 — Жо оказался в его списке. 1 июля 2015 года Жо подписал трёхлетний контракт с клубом «Аль-Шабаб» из Дубая.
5 февраля 2016 года Жо продолжил карьеру в «Цзянсу Сунин», куда перешёл за 2 млн евро. Однако уже летом 2016 года вынужден был покинуть клуб из-за лимита на легионеров.
В 2017 году перешёл в «Коринтианс». В сезоне 2017 года стал лучшим бомбардиром Серии А и был признан лучшим игроком лиги. Также вместе с командой завоевал золотые медали чемпионата Бразилии.
В феврале 2023 года было объявлено о завершении карьеры Жо как игрока.

## Клубная статистика
| Выступление          | Выступление      | Выступление      | Чемпионат | Чемпионат | Кубки | Кубки | Конт-е | Конт-е | Прочие | Прочие | Чемпионат Штата | Чемпионат Штата | Итого | Итого |
| Клуб                 | Лига             | Сезон            | Игры      | Голы      | Игры  | Голы  | Игры   | Голы   | Игры   | Голы   | Игры            | Голы            | Игры  | Голы  |
| -------------------- | ---------------- | ---------------- | --------- | --------- | ----- | ----- | ------ | ------ | ------ | ------ | --------------- | --------------- | ----- | ----- |
| Коринтианс           | Серия A          | 2003             | 14        | 1         | 0     | 0     | 0      | 0      | 0      | 0      | 0               | 0               | 14    | 1     |
| Коринтианс           | Серия A          | 2004             | 42        | 8         | 0     | 0     | 0      | 0      | 0      | 0      | 0               | 0               | 42    | 8     |
| Коринтианс           | Серия A          | 2005             | 25        | 4         | 0     | 0     | 0      | 0      | 0      | 0      | 0               | 0               | 25    | 4     |
| Коринтианс           | Серия A          | 2017             | 17        | 10        | 5     | 1     | 3      | 0      | 0      | 0      | 17              | 6               | 42    | 17    |
| Коринтианс           | Итого            | Итого            | 98        | 23        | 5     | 1     | 3      | 0      | 0      | 0      | 17              | 6               | 123   | 30    |
| ЦСКА (Москва)        | Премьер-лига     | 2006             | 18        | 14        | 7     | 7     | 5      | 1      | 1      | 1      | —               | —               | 31    | 23    |
| ЦСКА (Москва)        | Премьер-лига     | 2007             | 27        | 13        | 4     | 1     | 7      | 4      | 1      | 2      | —               | —               | 39    | 20    |
| ЦСКА (Москва)        | Премьер-лига     | 2008             | 8         | 3         | 2     | 1     | 0      | 0      | 0      | 0      | —               | —               | 10    | 4     |
| ЦСКА (Москва)        | Итого            | Итого            | 53        | 30        | 13    | 9     | 12     | 5      | 2      | 3      | 0               | 0               | 80    | 47    |
| Манчестер Сити       | Премьер-лига     | 2008/09          | 9         | 1         | 2     | 0     | 7      | 2      | 0      | 0      | —               | —               | 18    | 3     |
| Манчестер Сити       | Премьер-лига     | 2009/10          | 0         | 0         | 0     | 0     | 0      | 0      | 0      | 0      | —               | —               | 0     | 0     |
| Манчестер Сити       | Премьер-лига     | 2010/11          | 12        | 0         | 6     | 1     | 6      | 2      | 0      | 0      | —               | —               | 24    | 3     |
| Манчестер Сити       | Итого            | Итого            | 21        | 1         | 8     | 1     | 13     | 4      | 0      | 0      | 0               | 0               | 42    | 6     |
| Эвертон (аренда)     | Премьер-лига     | 2008/09          | 12        | 5         | 0     | 0     | 0      | 0      | 0      | 0      | —               | —               | 12    | 5     |
| Эвертон (аренда)     | Премьер-лига     | 2009/10          | 15        | 0         | 2     | 1     | 7      | 1      | 0      | 0      | —               | —               | 24    | 2     |
| Эвертон (аренда)     | Итого            | Итого            | 27        | 5         | 2     | 1     | 7      | 1      | 0      | 0      | 0               | 0               | 36    | 7     |
| Галатасарай (аренда) | Суперлига        | 2009/10          | 13        | 3         | 2     | 0     | 0      | 0      | 0      | 0      | —               | —               | 15    | 3     |
| Галатасарай (аренда) | Итого            | Итого            | 13        | 3         | 2     | 0     | 0      | 0      | 0      | 0      | 0               | 0               | 15    | 3     |
| Интернасьонал        | Серия A          | 2011             | 16        | 2         | 0     | 0     | 2      | 0      | 0      | 0      | 0               | 0               | 18    | 2     |
| Интернасьонал        | Серия A          | 2012             | 0         | 0         | 0     | 0     | 5      | 1      | 0      | 0      | 13              | 3               | 18    | 4     |
| Интернасьонал        | Итого            | Итого            | 16        | 2         | 0     | 0     | 7      | 1      | 0      | 0      | 13              | 3               | 36    | 6     |
| Атлетико Минейро     | Серия A          | 2012             | 29        | 10        | 0     | 0     | 0      | 0      | 0      | 0      | 0               | 0               | 29    | 10    |
| Атлетико Минейро     | Серия A          | 2013             | 21        | 6         | 0     | 0     | 14     | 7      | 2      | 0      | 13              | 6               | 50    | 19    |
| Атлетико Минейро     | Серия A          | 2014             | 16        | 0         | 0     | 0     | 10     | 4      | 0      | 0      | 9               | 4               | 35    | 8     |
| Атлетико Минейро     | Серия A          | 2015             | 3         | 1         | 0     | 0     | 3      | 0      | 0      | 0      | 3               | 1               | 9     | 2     |
| Атлетико Минейро     | Итого            | Итого            | 69        | 17        | 0     | 0     | 27     | 11     | 2      | 0      | 25              | 11              | 123   | 39    |
| Аль-Шабаб            | Премьер-лига     | 2015/16          | 13        | 8         | 6     | 8     | 0      | 0      | 0      | 0      | —               | —               | 19    | 16    |
| Аль-Шабаб            | Итого            | Итого            | 13        | 8         | 6     | 8     | 0      | 0      | 0      | 0      | 0               | 0               | 19    | 16    |
| Цзянсу Сунин         | Суперлига        | 2016             | 17        | 6         | 2     | 1     | 6      | 4      | 1      | 0      | —               | —               | 26    | 11    |
| Цзянсу Сунин         | Итого            | Итого            | 17        | 6         | 2     | 1     | 6      | 4      | 1      | 0      | 0               | 0               | 26    | 11    |
| Коринтианс           | Серия А          | 2017             | 0         | 0         | 0     | 0     | 0      | 0      | 0      | 0      | —               | —               | 0     | 0     |
| Коринтианс           | Итого            | Итого            | 0         | 0         | 0     | 0     | 0      | 0      | 0      | 0      | 0               | 0               | 0     | 0     |
| Всего за карьеру     | Всего за карьеру | Всего за карьеру | 327       | 95        | 40    | 21    | 75     | 26     | 5      | 3      | 55              | 20              | 502   | 165   |

по состоянию на 30 июля 2017

## Титулы и достижения
Командные
- Чемпион Бразилии (2): 2005, 2017
- Обладатель Кубка Бразилии: 2014
- Чемпион штата Сан-Паулу (3): 2001, 2003, 2017
- Чемпион штата Минас-Жерайс: 2013
- Чемпион России: 2006
- Обладатель Кубка России (2): 2006, 2008
- Обладатель Суперкубка России (2): 2006, 2007
- Обладатель Кубка Англии: 2011
- Обладатель Кубка Либертадорес: 2013
- Обладатель Рекопы Южной Америки: 2014
- Обладатель Кубка конфедераций: 2013

Личные
- В списках 33 лучших футболистов чемпионата России (2): № 2 (2007); № 3 (2006)
- Лучший бомбардир ЦСКА в 2006 и 2007 годах
- В рамках премии «Золотая подкова» один раз получил «Золотую подкову» (2006) и один раз — «Бронзовую подкову» (2007)
- Лучший бомбардир Кубка Либертадорес: 2013 (7 голов)
- Лучший бомбардир чемпионата Бразилии: 2017 (18 голов, совместно с Энрике Дорадо)
- Обладатель «Серебряного мяча» Бразилии: 2017
- Лучший бомбардир чемпионата Японии: 2018 (24 гола)

### Международная карьера
| № | Дата             | Место проведения | Соперник   | Счёт | Гол | Соревнование            |
| - | ---------------- | ---------------- | ---------- | ---- | --- | ----------------------- |
| 1 | 15 июня 2013     | Бразилиа         | Япония     | 3:0  | 3:0 | Кубок конфедераций 2013 |
| 2 | 19 июня 2013     | Форталеза        | Мексика    | 2:0  | 2:0 | Кубок конфедераций 2013 |
| 3 | 7 сентября 2013  | Бразилиа         | Австралия  | 6:0  | 1:0 | Товарищеский матч       |
| 4 | 7 сентября 2013  | Бразилиа         | Австралия  | 6:0  | 2:0 | Товарищеский матч       |
| 5 | 11 сентября 2013 | Фоксборо         | Португалия | 3:1  | 3:1 | Товарищеский матч       |

Жо является лучшим бомбардиром в истории финалов Кубка России (2005/2006 и 2007/2008) и Суперкубка России (2006 и 2007), в которых он забил по 3 гола.